# Tétrataénite

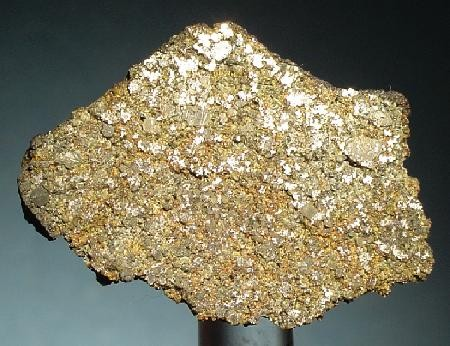
Cristaux argentés et brillants de tétrataénite, sur une tranche de la météorite Nuevo Mercurio (une chondrite H5 tombée en 1978 dans le Zacatecas, au Mexique)..

La tétrataénite est un alliage natif de fer et de nickel. Avec la kamacite, la taénite et l'antitaénite, c'est l'un des quatre minéraux constitutifs des météorites de fer, également présents dans les sidérolithes et les chondrites. On en trouve aussi très occasionnellement dans des roches terrestres.
La structure cristalline de la tétrataénite est tétragonale, d'où son nom. Ses propriétés magnétiques étant intéressantes, certains chercheurs travaillent à la synthèse de ce minéral, qui pourrait être utilisé pour réaliser des aimants permanents sans terres rares.